# 委內瑞拉 (歌曲)
《委內瑞拉》（西班牙語：Venezuela）是一首委內瑞拉流行歌曲與愛國歌曲，由西班牙音樂家巴勃羅·埃雷羅·伊巴茲和何塞·路易斯·阿爾門特羅斯·桑切斯作詞和作曲。這首歌曲普遍受到委內瑞拉人的喜愛，有時被視為是繼委內瑞拉國歌《光榮歸勇敢人民》、第二國歌《平原之魂》後，委內瑞拉的第三國歌。
最初的版本於1980年，收錄於委內瑞拉歌手何塞·路易斯·羅德里格斯的專輯《Atrévete》。